# پابلو آلبانوو
 پابلو آلبانوو (انگلیسی: Pablo Albano؛ زاده ۱۱ آوریل ۱۹۶۷) یک تنیس‌باز اهل آرژانتین است.